# Lux aeterna (Boulanger)
Pour les articles homonymes, voir Lux æterna.
Lux aeterna est une œuvre pour voix, violon, violoncelle, harpe et orgue de Nadia Boulanger, transcription de sa mélodie Cantique (1909) pour chant et piano.

## Présentation
Lux aeterna est une transcription pour voix, violon, violoncelle, harpe et orgue de la mélodie Cantique composée en 1909. L'arrangement a été réalisé par la compositrice vers 1920.
L'incipit de l'œuvre est : « Lux aeterna, luceat eis Domine ».
Plusieurs manuscrits de la mélodie sont conservés à la Fondation internationale Nadia et Lili Boulanger.
La partition est publiée en 2010 par Hamelle (distribution Alphonse Leduc) sous le titre Cantique et le sous-titre Lux aeterna.
L'œuvre a été créée le 14 mars 1925 au Havre, à l'occasion d'un mariage, sous le titre Cantique, avec la voix remplacée par un violon solo.
Lux aeterna est d'une durée moyenne d'exécution de deux minutes environ.

## Commentaires
La musicologue Alexandra Laederich relève que la pièce a été réalisée sur un texte latin choisi par Nadia Boulanger « pour être interprété, avec le Pie Jesu de Lili Boulanger (LB 43), pendant la messe commémorative de la mort de Lili Boulanger, à l'église de la Trinité à Paris, chaque 15 mars ».
Dans le catalogue des œuvres de Nadia Boulanger établi par Alexandra Laederich, Lux aeterna porte le numéro NB 32.

## Discographie
- In Memoriam Lili Boulanger, Isabelle Sabrié (soprano), Olivier Charlier (violon), Raphaëlle Semezis (violoncelle), Francis Pierre (harpe), Émile Naoumoff (dir.), Marco Polo 8.223636, 1993[3].